# Emil Ludwig
Emil Ludwig (25. ledna 1881, Breslau (dnešní Wrocław), Německé císařství – 17. září 1948, Moscia poblíž Ascony, Švýcarsko) byl německý a švýcarský spisovatel, známý především jako autor biografií významných osobností, které byly přeloženy do mnoha jazyků.

## Životopis
Vystudoval práva, ale živil se jako spisovatel a novinář. V roce 1906 se přestěhoval do Švýcarska, občanství získal v roce 1932. Za první světové války byl korespondentem Berliner Tagblattu ve Vídni a Istanbulu. V roce 1940 odešel do USA, kde psal antifašistické texty. Po válce se vrátil do Švýcarska.
Napsal mnoho biografií historických i dobových osobností (např. Kleopatra, Goethe, Bismarck, Roosevelt, Stalin) a vedl rozhovory s významnými osobnostmi (Mussolini, Atatürk, Stalin).
V českém prostředí je známý především svou knihou rozhovorů s Tomášem Garrigue Masarykem Duch a čin (česky 1935, 1937, 1946, 1947, 1996 a 2012; německy a nizozemsky 1935, anglicky 1936).

## Dílo v češtině
- B. Mussolini. Osmnáct rozhovorů. Praha 1932.
- Bismarck. 2. vyd. Praha 1933.
- Bolivar. Rytíř slávy a svobody. Praha 1948.
- Červenec 1914. Praha 1930.
- Dary života. Vlastní paměti. Praha 1932.
- Duch a čin. Rozmluvy s Masarykem. Praha 1935.
- Genius a jeho charakter. Praha 1935.
- Goethe. Praha 1932. 2 sv.
- Kleopatra. Praha 1939.
- Lincoln. 2. vyd. Praha 1932.
- Napoleon. 2. vyd. Praha 1932.
- Roosevelt. Kladno 1947.
- Syn člověka. Život proroka. 2. vyd. Praha 1932.
- Tři titáni [Michelangelo, Rembrandt, Beethoven]. 2. vyd. Praha 1933.
- Vilém II. Praha 1928.
- Vůdcové Evropy. Praha 1935.